# Alchemilla retinervis
Alchemilla retinervis är en rosväxtart som beskrevs av Robert Buser. Alchemilla retinervis ingår i släktet daggkåpor, och familjen rosväxter. Inga underarter finns listade i Catalogue of Life.